# The Profligate (film 1915)
The Profligate è un cortometraggio muto del 1915. Il nome del regista non viene riportato nei credit del film.

## Trama
Un giovanotto piuttosto dissoluto viene accusato di aver svaligiato la cassaforte dello zio, rimasto ucciso durante la rapina. Arrestato e processato per l'omicidio, il giovane riesce a risolvere il mistero e, nello stesso tempo, rinuncia alle sue cattive abitudini da dissipato.

## Produzione
Il film fu prodotto dalla Essanay Film Manufacturing Company.

## Distribuzione
Distribuito dalla General Film Company, il film - un cortometraggio in tre bobine - uscì nelle sale cinematografiche degli Stati Uniti il 4 maggio 1915.
Viene citato in Moving Picture World del 1º maggio 1915.